# 弟子屈警察署
弟子屈警察署（てしかがけいさつしょ）は、北海道警察釧路方面本部が管轄する警察署の一つである。

## 管轄区域
- 釧路総合振興局
  - 川上郡弟子屈町、標茶町

## 所在地
- 北海道川上郡弟子屈町中央2丁目9-28

## 沿革
- 1885年　弟子屈巡査部長派出所として発足
- 1948年　自治体警察の弟子屈警察署となる
- 1954年　釧路方面弟子屈警察署となる

## 組織
- 署長（警視）
- 副署長兼警務課長（警視）
  - 警務課（警務係、犯罪被害者支援係、相談係、管理係）
- 会計係
- 刑事・生活安全課（生活安全係、刑事係）
- 地域・交通課（地域係、交通係）
- 警備係

## 駐在所
括弧内は所在地を表す。

### 弟子屈町
- 川湯駐在所（川上郡弟子屈町川湯温泉1-7-8）

### 標茶町
- 標茶駐在所（川上郡標茶町常盤8-7）
- 磯分内駐在所（川上郡標茶町熊牛原野15線西1-46）
- 塘路駐在所（川上郡標茶町字塘路原野北7線51-150）

## 警備艇
- てしかが

屈斜路湖や釧路川等での水難救助活動等に備えて配備されている。